# 아담 스크로츠키
아담 스크로츠키(폴란드어: Adam Skrodzki, 1983년 12월 23일 ~ )는 폴란드의 펜싱 선수로 주 종목은 사브르이다. 2012년 하계 올림픽에서 그는 남자 사브르 개인전에 출전하였으나 32강전에서 독일의 니콜라스 림바흐에 8-15로 패하며 탈락하였다.